# F1 2009
F1 2009 — автосимулятор, основанный на сезоне 2009 чемпионата Формулы-1. Codemasters впервые подтвердили разработку игры 9 мая 2008 года. Игра вышла на платформы Wii и PlayStation Portable 17 ноября 2009 года в Северной Америке, 19 ноября игра вышла в PAL регионе, а 20 ноября она добралась до Великобритании. С 17 ноября версия для PlayStation Portable стала доступна для загрузки из PlayStation Store.

## Разработка и геймплей
F1 2009 стала первым симулятором Формулы-1 со времён F1 Challenge '99-'02 от Electronic Arts, который вышел на платформы разных производителей. До этого момента Sony владели правами на игры по Формуле-1 и выпускали их только для своих консолей: PlayStation 2, PlayStation Portable и PlayStation 3. Игра использует движок EGO Engine, который был задействован в прошлых играх Codemasters, таких как Dirt, Grid и Dirt 2.
В игре представлены все трассы, которые были в календаре сезона 2009 включая ночную Марина Бей и новую Яс Марина. В игре присутствуют все 20 гонщиков, которые были с самого начала сезона 2009 Формулы-1, однако все изменения в составах пилотов которые происходили в ходе этого сезона игра не предусматривает. Присутствовала возможность облегчить игровой процесс неопытным игрокам путём включения различных функций помощи в управлении. В игре представлены шины типа «Слик», а также новая на тот момент система KERS. В F1 2009 присутствует несколько разных игровых режимов: Быстрая гонка, Заезд на время, на Wii был Split Screen мультиплеер, а на PlayStation Portable многопользовательская игра работала на беспроводных технологиях. Также были классические для симулятора F1 режимы: Чемпионат, где игрок принимал участие в полном сезоне 2009, и ещё режим, в котором игрок мог принять участие только в отдельном Гран-При. В игре можно участвовать в практике, квалификации и в самой гонке. Ещё был режим карьеры, который позволял стать пилотом на протяжении трёх сезонов Формулы-1. Также было можно настроить свой болид перед заездом.

## Продвижение
19 августа 2009 года Codemasters продемонстрировали первый геймплейный ролик F1 2009, в котором показали версию для Wii и трассу Валенсия.
Codemasters публиковали новые видео почти каждый раз, когда проходили следующие после Валенсии Гран-При. В этих видео они показывали трассу, на которой должна была состояться гонка и так до конца календаря. В этих видео были показаны все трассы, которые шли после Валенсии, за исключением бельгийской Спа.
В игре представлены все команды и пилоты, которые были в сезоне 2009. Изменения в составах пилотов в игре не были учтены.

## Отзывы
| Сводный рейтинг    | Сводный рейтинг | Сводный рейтинг |
| Издание            | Оценка          | Оценка          |
| Издание            | PSP             | Wii             |
| ------------------ | --------------- | --------------- |
| GameRankings       | 70,67 %         | 68,79 %         |
| Metacritic         | 68 %            | 69 %            |
| Иноязычные издания |                 |                 |
| Издание            | Оценка          | Оценка          |
| Издание            | PSP             | Wii             |
| Eurogamer          | N/A             | 8/10            |
| GameSpot           | N/A             | 6,0/10          |
| GamesRadar+        | 7/10            | 7/10            |
| GameZone           | N/A             | 5,7/10          |
| IGN                | 7/10            | 7,4/10          |
| ONM                | N/A             | 75 %            |
| VideoGamer         | 7/10            | 7/10            |

F1 2009 получила в основном смешанные отзывы от игровых критиков как версия для Wii, так и для PlayStation Portable. Сильно ругали графическую составляющую игры: IGN заявили, что текстуры были «мутными», а модели «вялыми», в то же время Official Nintendo Magazine говорили, что «игра выглядит как полный бардак». GameZone продолжали эту тему сказав, что «графика игры… слишком монотонная и порой даже уродливая», ещё они заявили, что «игра выглядит так, будто она должна была выйти на PSone.» GameSpot прокомментировали физику игры: «до совершенства ей ещё далеко», также они заявляли, что «ваш болид будет отскакивать от стен и других болидов так, как это бы не произошло в реальности». Ещё ругали ИИ в игре, IGN назвали его «разочаровывающим». Eurogamer также плохо отзывались о контролируемых компьютером болидах говоря, что они слишком жёстко придерживаются идеальной траектории, а также «скорей протаранят игрока при попытке обгона.» То, что в игре присутствовали только те пилоты, которые начинали сезон 2009, и не были учтены никакие изменения в их составах также стало поводом для жалоб. Ещё критиковали звук, GameSpot в своей рецензии назвали его «невзрачным».
Eurogamer писали, что «Может быть это и не долгожданная революция в поджанре Формулы 1, но вы вряд ли услышите много жалоб от владельцев версии игры для Wii. GameSpot подвели итог, сказав, что „Если вы ищите аркадную гоночную игру по Формуле 1, то F1 2009 подойдёт под ваши требования и затянет вас на некоторое время. Но к несчастью, если вам нужна игра, которая передаёт суть автоспорта, которая способна создать трудности, то вы будете разочарованы.“ GameZone порекомендовали игрокам ознакомиться с игрой прежде, чем её покупать, при этом IGN сказали, что „для фанатов, лишённых игры по F1 в течение столь многих лет эта игра подойдёт, чтобы утолить жажду.“ VideoGamer.com стали ждать следующей части, а именно F1 2010, которая тогда планировалась для PlayStation 3, Xbox 360 и PC, они утверждали, что „без сомнения нечто лучшее выйдет в следующем году на основных платформах, что будет справедливо“.» Они же подвели итог, заявив, что «это одна из лучших гоночных игр на Wii, однако к классическим гонкам это не имеет никакого отношения».